# Prestfjall
Prestfjall är ett berg i Färöarna (Kungariket Danmark).   Det ligger i sýslan Suðuroyar sýsla, i den södra delen av landet, 50 km söder om huvudstaden Tórshavn. Toppen på Prestfjall är 58 meter över havet. Prestfjall ligger på ön Suðuroy.
Terrängen runt Prestfjall är lite kuperad. Havet är nära Prestfjall västerut. Runt Prestfjall är det ganska glesbefolkat, med 29 invånare per kvadratkilometer. Närmaste större samhälle är Vágur, 13,3 km sydost om Prestfjall. Trakten runt Prestfjall består i huvudsak av gräsmarker.